# Vauxhall, Alberta
Vauxhall är en ort i Kanada.   Den ligger i provinsen Alberta, i den södra delen av landet, 2 700 km väster om huvudstaden Ottawa. Vauxhall ligger 780 meter över havet och antalet invånare är 1 288.
Terrängen runt Vauxhall är mycket platt. Trakten är glest befolkad. Det finns inga andra samhällen i närheten.